# 黑幫博物館
黑幫博物館（英語：Mob Museum），官方名是全國有組織犯罪及執法博物館（National Museum of Organized Crime and Law Enforcement），是位於美國的內華達州拉斯維加斯市中心的歷史博物館。該博物館於2012年2月14日開幕，致力於展出美國有組織犯罪的文物、故事和歷史，還有執法部門為了預防此類犯罪而採取的行動和倡議。博物館坐落於前拉斯維加斯郵局和法院大樓，大樓建於1933年，並在國家史蹟名錄上登記。博物館位於斯圖爾特道（Stewart Avenue），佛雷蒙特街以北兩個街區，市中心賭場區的主要幹線。
在國際間諜博物館和搖滾名人堂的共同創立者Dennis Barrie的創意指導下，博物館是由一個與拉斯維加斯城市合作的非營利性董事會「300斯圖爾特道公司」（300 Stewart Avenue Corporation）管理。博物館在拉斯維加斯和整個美國的歷史背景內獻身於有組織犯罪和執法之間有爭議的關係。

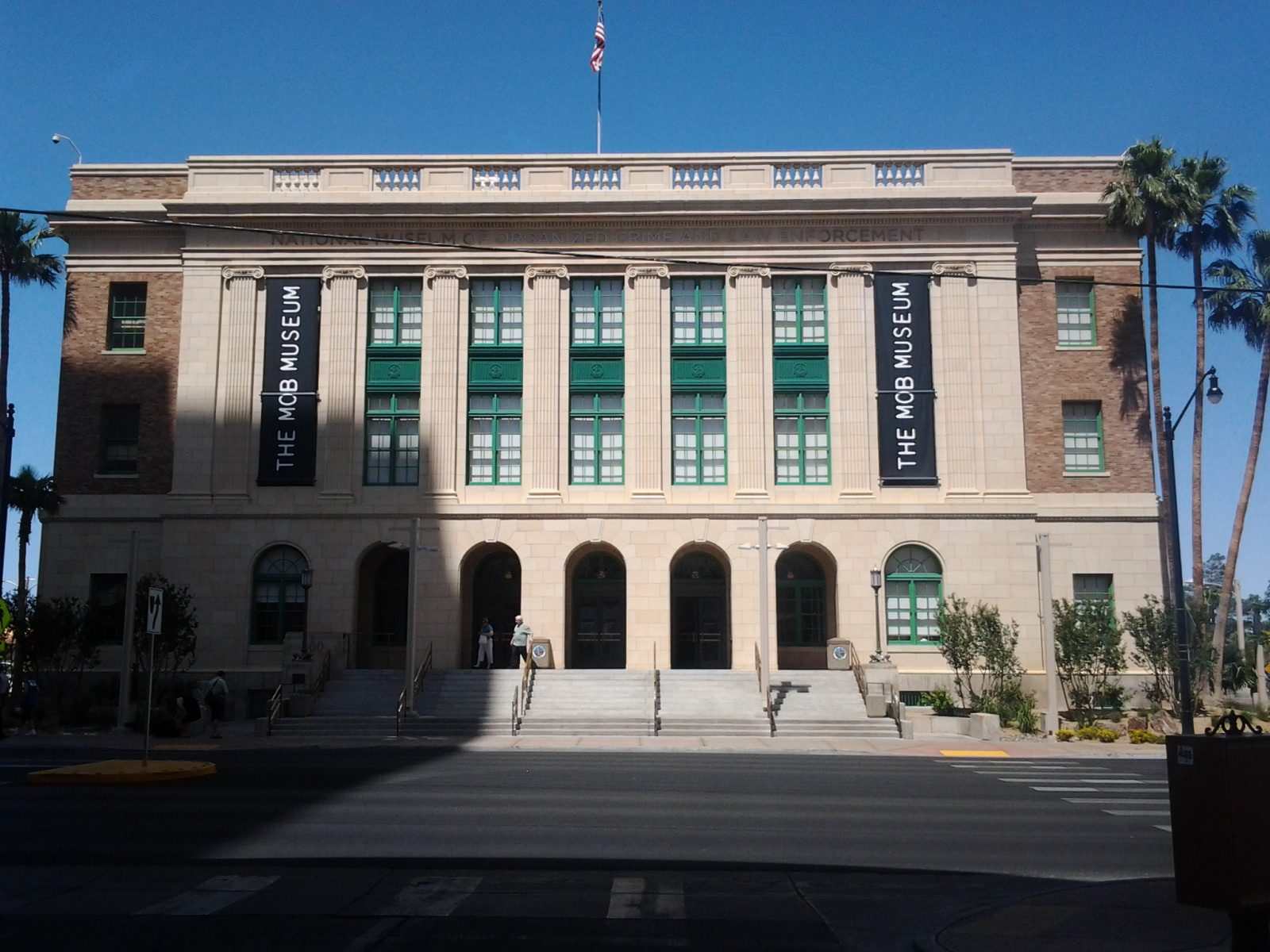
博物館的前面

## 歷史
2000年，聯邦政府將前郵政局和聯邦法院大樓以1美元的價錢出售給城市，規定將該建築物修復到原來的外觀，並用於文化目的。
然後，奧斯卡·古德曼市長，他自己是一名前黑幫辯護律師，在2002年有一個做黑幫博物館的想法。這個想法在早期面臨來自意大利裔美國團體的反對，而在聯邦調查局（FBI）的支持下，包括拉斯維加斯的前頭頭探員Ellen Knowlton，加入成為博物館董事會的主席。
該項目預算估計為5000萬美元，其中包括2600萬美元用於修復該建築物。資金包括聯邦、州和當地撥款。古德曼提議聯邦的刺激資金可以用於博物館而引起了爭議。
博物館於2012年2月14日下午2:00開放給公眾。（早上和前一天被保留給新聞報道和高官儀式。）成人入場開始為19.95美元，內華達州居民入場開始為13.95美元。截至2016年3月，成人價錢為23.95美元，長者價錢為17.95美元，而兒童價錢為13.95美元，其他特定範疇、團體和套餐價錢則有所不同。

## 展覽

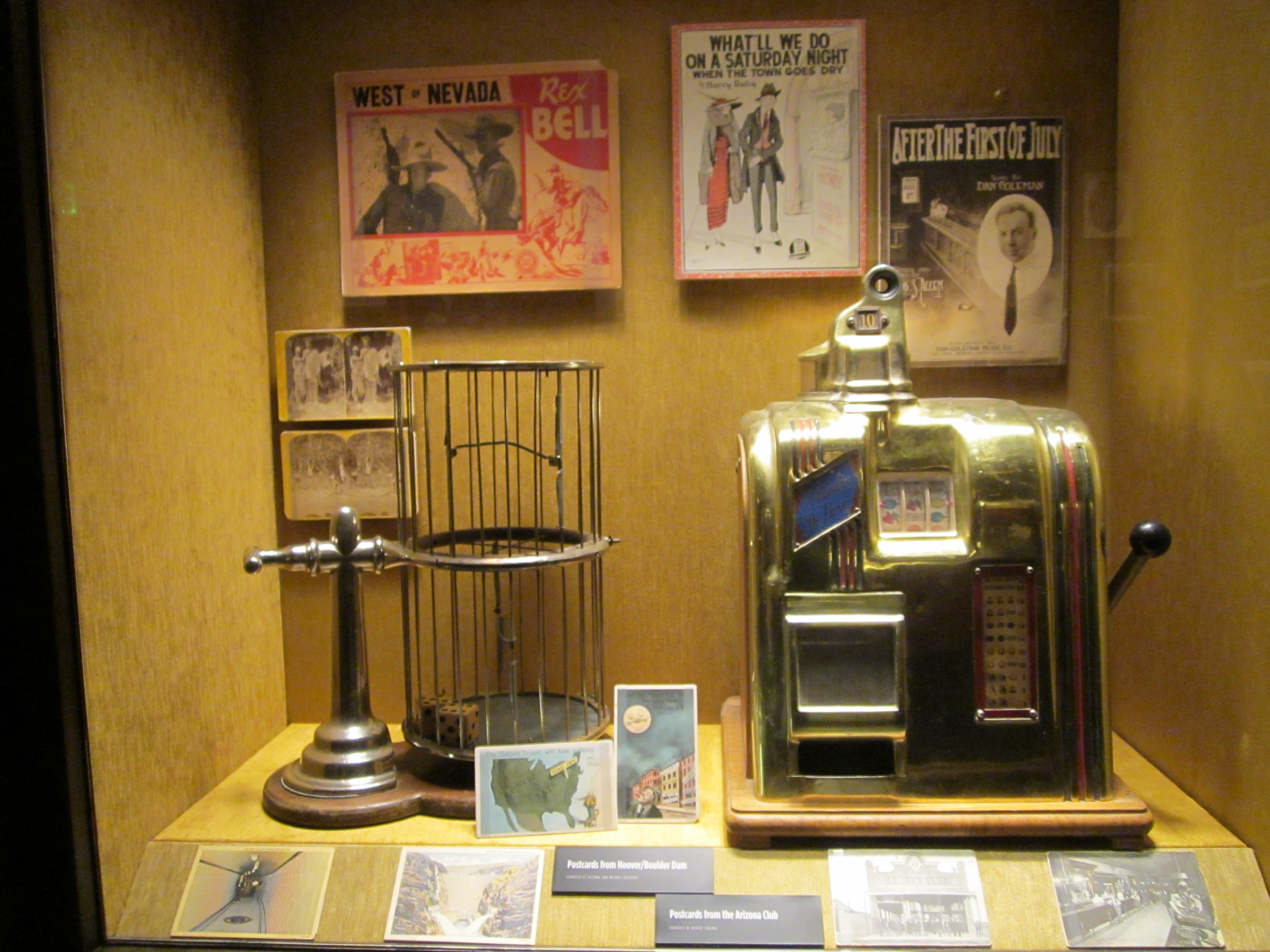
黑幫博物館展出一個早期的老虎機

黑幫博物館的核心是二樓的審判室，這是在1950年和1951年以揭發有組織犯罪而舉行的14次國家凱弗維爾委員會聽證會之一。該博物館還獲得了發生情人節大屠殺的磚牆。其他展覽重點是黑幫暴力，賭場瞞報贏利的運作和執法竊聽。2018年，經過大裝修後，在一樓增加了一個名為「現今有組織犯罪」（Organized Crime Today）的新展覽。
在第三層開始自導參觀，這裏展出了情人節大屠殺的實際牆壁，使用電梯或樓梯可到達，並且搖動它下來到第二和第一樓。遊客可以觀看一部簡明的電影，介紹有組織犯罪的歷史（從禁酒令通過的時間開始）。展覽的主要部分包括黑幫相關照片。除了上述的審判室和情人節大屠殺之外，一些最有趣的物品也被展出，一把湯普森槍（可以觸摸，握著，甚至「假裝」射擊）、電椅，還有Albert Anastasia座著被謀殺的理髮椅。

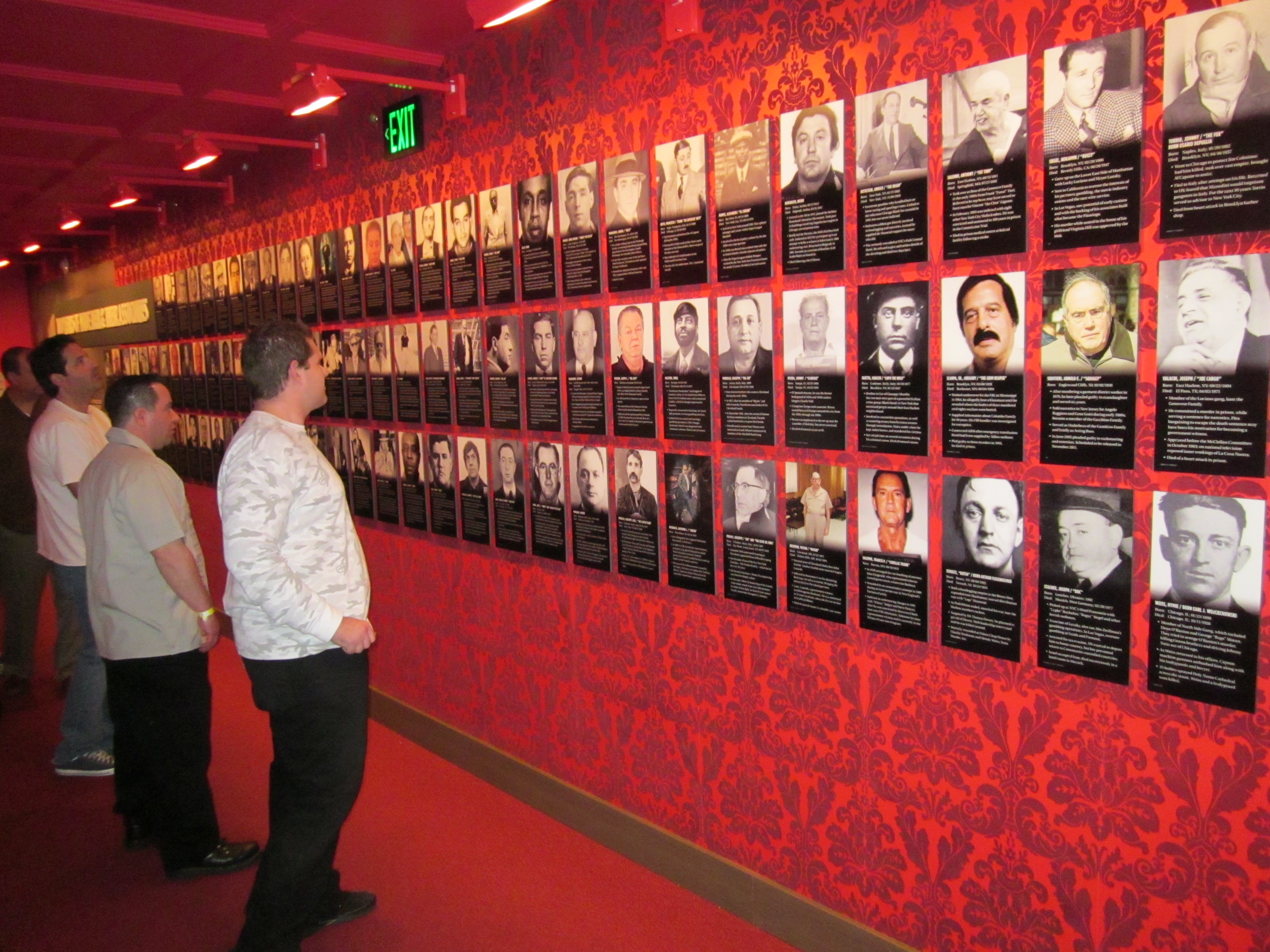
展示黑幫的牆

就收藏品而言，博物館提供了廣泛大批的主題部分，針對與黑幫牽連的非法活動，例如賭博、毒品、賣淫或非法私酒，以及執法部門努力對抗和消滅這些犯罪行為。此外，訪客能夠看到一些特別令人不安，也很少接近到的材料，例如被歸因於黑手黨的最著名謀殺罪的受害者照片（適當地命名為「黑幫的最重大謀殺」（Mob's Greatest Hits）；這些照片在本質上是相當生動的，因為他們展示的是死者的真實屍體），還有最普遍和臭名昭著的黑幫特性的圖片和簡短傳記。位於出口附近的特殊牆壁描述了所有在電影或系列中飾演著名黑幫的演員圖片。大量有意義的展覽都是互動的，還有幾個車站坐落遍布於博物館，會循環播放相關的電影片段。
這裏有一間禮品店在一樓。使用了照片、文字、展品、互動技術、親身動手的展覽和其他一流博物館的方法，訪客可了解到有組織犯罪集團的歷史、禁酒令和其提供的商機。訪客還可以了解拉斯維加斯的第一個賭場、侯活·曉治、J.埃德加·胡佛，聯邦調查局（FBI）、艾爾·卡彭、艾略特·內斯和更多的起源。訪客可以坐在複製品的電椅上、聽真實的竊聽器、在警察模擬裝置內訓練。
2018年4月，博物館在地下室展覽「The Underground」內開設了一間全面經營的地下酒吧和釀酒廠。這些展覽與禁酒時期的文化歷史有關，還包括私酒販、烈酒私釀販（bootleggers、rumrunners、moonshiners），這些人保證了美國人在13年的聯邦禁酒令中仍然可以喝酒。在2019年，黑幫博物館開始透過拉斯維加斯谷的Lee's Discount Liquor連鎖店出售月光酒（moonshine）。博物館的月光酒以前只能在「The Underground」裡買到。 博物館每天上午 9:00 至晚上 9:00 開放。週一和周二上午 9:00 至晚上 7:30 除外。

## 著名黑幫
| 名字                | 家族                 | 地位   | 賭場                                    |
| ------------------- | -------------------- | ------ | --------------------------------------- |
| 邁爾·蘭斯基         | 吉諾維斯犯罪家族     | 合夥人 | 火鶴酒店 及 利為旅酒店                  |
| 本傑明·西格爾       | 吉諾維斯犯罪家族     | 合夥人 | 火鶴酒店                                |
| 法蘭克·卡斯特羅     | 吉諾維斯犯罪家族     | 老大   | 熱帶花園酒店（投資者）                  |
| 文森特·艾洛         | 吉諾維斯犯罪家族     | 頭目   | 沙漠旅館                                |
| Moe Sedway          | 吉諾維斯犯罪家族     | 合夥人 | 科特斯賭場酒店 及 火鶴酒店              |
| Joseph Stacher      | 吉諾維斯犯罪家族     | 合夥人 | Sands 及 弗里蒙特                       |
| Marshall Caifano    | 芝加哥犯罪集團       | 士兵   |                                         |
| 安東尼·斯皮洛特羅   | 芝加哥犯罪集團       | 士兵   | 星塵賭場酒店                            |
| 法蘭克·庫洛塔       | 芝加哥犯罪集團       | 士兵   | 星塵賭場酒店                            |
| 法蘭克·羅森塔爾     | 芝加哥犯罪集團       | 合夥人 | 星塵 、弗里蒙特、瑪麗娜 及 Hacienda     |
| 麥可·斯皮洛特羅     | 芝加哥犯罪集團       | 士兵   | 星塵賭場酒店                            |
| 蓋斯·格林鮑姆       | 芝加哥犯罪集團       | 合夥人 | 科特斯、火鶴 及 利為旅                  |
| 赫爾伯特·布里茨斯坦 | 芝加哥犯罪集團       | 合夥人 | Binion's Gambling Hall and Hotel        |
| 雷蒙德·帕特里亞爾卡 | 帕特里亞爾卡犯罪家族 | 老大   | 沙丘酒店和賭場（投資者）                |
| 安東尼·約瑟·澤瑞利  | 底特律合夥企業       | 副老大 | 新邊疆賭場飯店                          |
| 莫·達利茲           | 克利夫蘭犯罪家族     | 合夥人 | 沙漠、Castaways、星塵 及 辛丹斯賭場酒店 |
| Anthony Cornero     | 洛杉磯犯罪家族       | 合夥人 | 星塵賭場酒店                            |
| 彼得·西蒙尼         | 堪薩斯城犯罪家族     | 合夥人 | 哈拉斯                                  |
| Charles Panarella   | 哥倫布犯罪家族       | 士兵   | 拉斯維加斯威斯汀度假酒店                |

## 外部連結
- The Mob Museum（页面存档备份，存于）

36°10′22″N 115°08′28″W / 36.1728°N 115.1412°W